# Jakovlev Jak-9
Jakovlev Jak-9, förkortat Jak-9 (NATO-rapporteringsnamn: Frank), är ett sovjetiskt lågvingat stridsflygplan som blev avslutningen av serien utvecklade från Jakovlev Jak-1. 
Jak-9 konstruerades av Aleksandr Jakovlevs konstruktionsbyrå 1942 och redan i oktober samma år var flygplanet ute på förband som jaktflygplan. Flygplanet modifierades för att kunna användas i flera roller. 
Jak-9 användes utöver sin huvuduppgift även som attack-, lätt bomb- och eskortflygplan. De första striderna som en Jak-9 deltog i var under slaget vid Stalingrad. En Luftwaffe-pilot sa efter striderna att det inte var några problem att klara av en Jak-9 med en Messerschmitt Bf 109, men problemet var att det var så många Jak-9 i luften att man var underlägsna i antal flygplan. 
Under andra världskriget tillverkades 14 579 stycken flygplan och tillverkningen fortsatte fram till 1948.
Utöver Sovjetuniounen har Jak-9 använts av Polen och Frankrike. Under 1990-talet återupptogs en mindre produktion för samlare och konstflygare.

## Varianter
- Jak-9D - "Dalnij", urtustad med långfärdstankar användes för att eskortera amerikanska bombflygplan vid räder mot rumänska oljefält.
- Jak-9U - "Usilennij", förstärkt flygkroppskonstruktion.
- Jak-9T - Utrustad med en 37 mm kanon.
- Jak-9B - "Bombardirovsjtjik", försedd med ett bombrum i flygkroppen med plats för en bomb.
- Jak-9R - En modifierad variant för fotospaning.
- Jak-9PD - En höghöjdsvariant utrustad med en 20 mm kanon framtagen för att anfalla tyska spaningsflygplan.

## Bilder

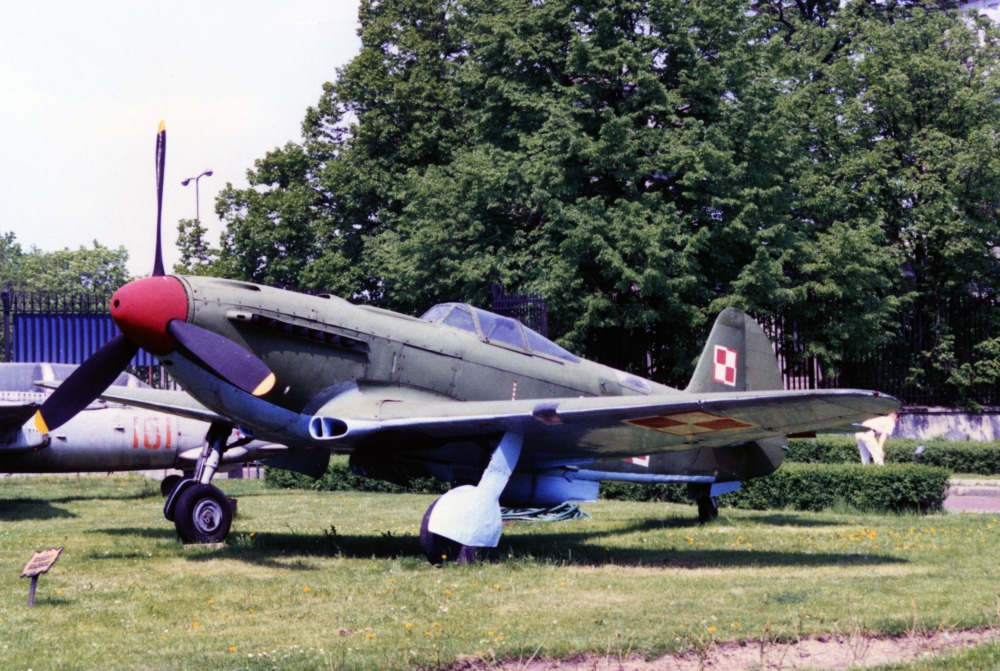
Jak-9P.
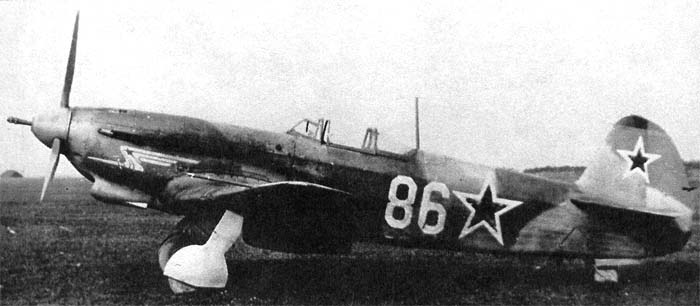
Jak-9K.
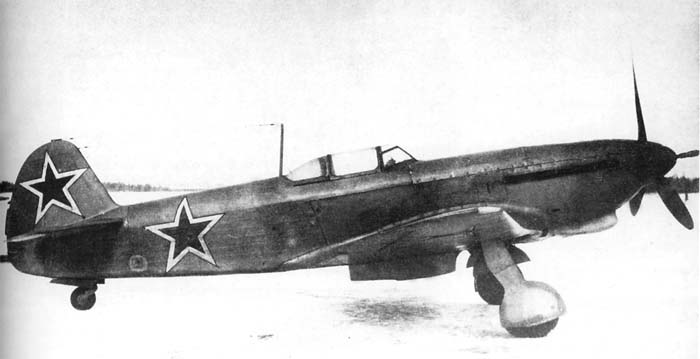
Jak-9T.
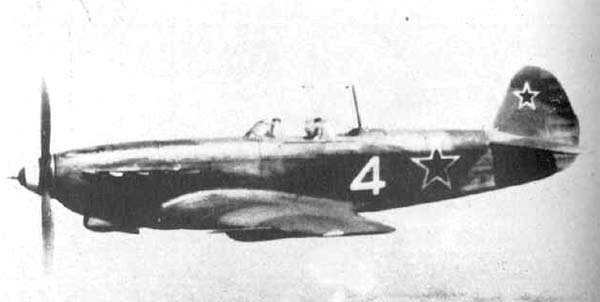
Jak-9M.